# Ninnghizhidda
Ninnghizhidda byla německá sympho-black metalová kapela založená roku 1997 ve městě Recklinghausen v německé spolkové zemi Severní Porýní-Vestfálsko. Název vychází ze sumerské mytologie, Ningishzida je mezopotámský bůh podsvětí, jeho jméno lze vyložit jako „pán, který umožňuje stromům správně růst“.
Patrick Kalla, jeden ze zakládajících členů, působil v kapele Tsatthoggua.
Během své existence vydala dvě dema a dvě studiová alba. V roce 2003 se rozpadla.

## Diskografie

### Dema
- The Horned Serpent (1997)
- Mistress of the Night (1999)

### Studiová alba
- Blasphemy (1998)
- Demigod (2002)